# Camenta angolensis
Camenta angolensis är en skalbaggsart som beskrevs av Moser 1920. Camenta angolensis ingår i släktet Camenta och familjen Melolonthidae. Inga underarter finns listade.